# William Owsley
William Owsley (Virgínia, 24 de março de 1782 – Condado de Boyle, 9 de dezembro de 1862) foi um político e advogado dos Estados Unidos, sendo o 16º governador do Kentucky entre 1844 e 1848. Antes de chegar ao governo do estado foi membro do senado e da câmara estadual, além de ter sido secretário de estado por um ano, entre 1835 e 1836. Após uma breve passagem pelo legislativo estadual, foi nomeado pelo governador Charles Scott para servir na Corte de Apelações do Kentucky.
Em 1831, retornou ao legislativo estadual, onde atuou até 1834, quando o governador Morehead o nomeou secretário de estado. Em 1836 retomou sua carreira jurídica, aposentando-se em 1843, aos 61 anos. Durante o seu mandato como governador fez oposição à Guerra Mexicano-Americana, quando sua popularidade caiu após a tentativa frustrada de remover Benjamin Hardin do cargo de secretário de estado. Mais tarde Hardin acusou Owsley de praticar nepotismo em suas nomeações. Após seu mandato como governador Owsley nunca mais exerceu qualquer cargo público. Morreu em 9 de dezembro de 1862, aos 80 anos, e está enterrado no Belleview Cemetery, em Danville, no Kentucky.

## Início de vida
William Owsley nasceu em 24 de março de 1782, no estado norte-americano da Virgínia. Ele foi o terceiro dos treze filhos do casal William (1749-1819), um veterano da Revolução Americana que recebeu 4 000 acres de terra pelos serviços prestados, e Catherine (1750-1833), cujo sobrenome de solteira era Bolin. No ano seguinte ao seu nascimento, a família mudou-se para o condado de Lincoln, em Kentucky, se estabelecendo entre as cidades de Crab Orchard e Stanford. O jovem William frequentou as escolas públicas da região, obtendo uma educação melhor que seus pares. Em 30 de março de 1802, aos 20 anos de idade, ele foi nomeado adjutant do 26º Regimento da Milícia de Kentucky.
Owsley trabalhou como professor em escolas rurais e se casou com uma de suas alunas, Elizabeth Gill, em 1803. Na época do matrimônio, Elizabeth tinha apenas 17 anos e Owsley 21, o casal teve seis filhos. Durante o período em que lecionou, Owsley estudou agrimensura e também se tornou inspetor-adjunto. Mais tarde, serviu como xerife com o seu pai, que era alto xerife do condado de Lincoln. Enquanto exercia esta função, ele atraiu a atenção de John Boyle, que ofereceu a Owsley o uso de sua biblioteca. Ele aproveitou esta oportunidade, e começou a aprender direito com Boyle, até que em 1809, montou seu próprio escritório jurídico no condado de Garrard.

## Corte de Apelações do Kentucky
Sua carreira política começou em 1809, quando foi eleito para Câmara dos Representantes do Kentucky, onde serviu por um mandato. Deixando o cargo em 1810, após o governador Charles Scott o nomear para a Corte de Apelações do Kentucky, onde foi colega de John Boyle, que tinha sido seu professor. Logo após a nomeação de Owsley, os deputados reduziram o número de vagas na Corte de Apelações, e Owsley renunciou sua vaga.
Owsley foi novamente eleito para a Assembleia Estadual em 1811, ocupando o cargo até 1813, quando o governador Isaac Shelby o nomeou novamente para a Corte.
Uma das decisões mais difíceis que o tribunal votou durante o mandato de Owsley foi a de que o Banco dos Estados Unidos, na época, não tinha o direito de estabelecer filiais no estado. A decisão foi derrubada pela Suprema Corte dos Estados Unidos.
A segunda decisão mais importante foi o caso que invalidou a lei Act de 1820. Essa lei concedeu aos devedores do Banco do Kentucky um período de dois anos para pagarem suas dívidas.
Após essas decisões, a assembleia geral tentou remover todos os três juízes de suas posições, mas o impeachment não teve a maioria de dois terços. A assembleia, em seguida, tentou abolir a Corte de Apelações e criar uma nova. Os três membros do tribunal já existente – Owsley, John Boyle, e Benjamin Mills – trabalharam no então tribunal, até que um novo tribunal de quatro membros foi organizado pelo poder legislativo. Por um tempo ambos os tribunais alegaram ser o de última estância no Kentucky, até que em 1826, os apoiantes da Corte de Apelações ganharam a maioria na assembleia, e aboliram o tribunal novo.
Em 1826, o chefe de justiça John Boyle renunciou. Em dezembro de 1828, Mills e Owsley também renunciaram. Owsley era na época o segundo com mais tempo de permanência na Corte de Apelações, sendo superado apenas por John Boyle. Owsley voltou a exercer advocacia, quando foi morar em Frankfurt.

### Governador de Kentucky
Owsley retornou à Câmara estadual em 1831 e serviu um mandato no Senado estadual, entre 1832 a 1834. Nesse períodoo foi um eleitor presidencial, votando em Henry Clay. Após John J. Crittenden deixar o cargo de governador, o então vice-governador John Breathitt que assumiu o governo, nomeou Owsley secretário de estado, ocupando assim o mandato restante de John J. Crittenden. Em 1843, comprou uma fazenda no Condado de Boyle.
Em 1844, foi eleito governador do Kentucky, pelo partido Whig, derrotando o coronel democrata William O. Butler. Owsley teve 59.792 votos (52,1%), contra 55.089 votos (48,9%) de Butler. Como conservador fiscal, Owsley reduziu um pouco o deficit do estado, e estava determinado em reconstruir a penitenciária estadual, que havia sido danificada pelo fogo. Apesar de sua relutância em gastar, ele pediu à Assembleia Geral para aumentar as verbas destinadas para a educação pública. Em resposta ao pedido, a Assembleia aprovou um pequeno imposto para beneficiar a educação pública.
No início de sua administração, o orçamento para a educação era de 6 mil dólares, passando para 144 mil dólares até o final de seu governo, chegando a 20.500 alunos matriculados, sendo um aumento de cinco vezes.

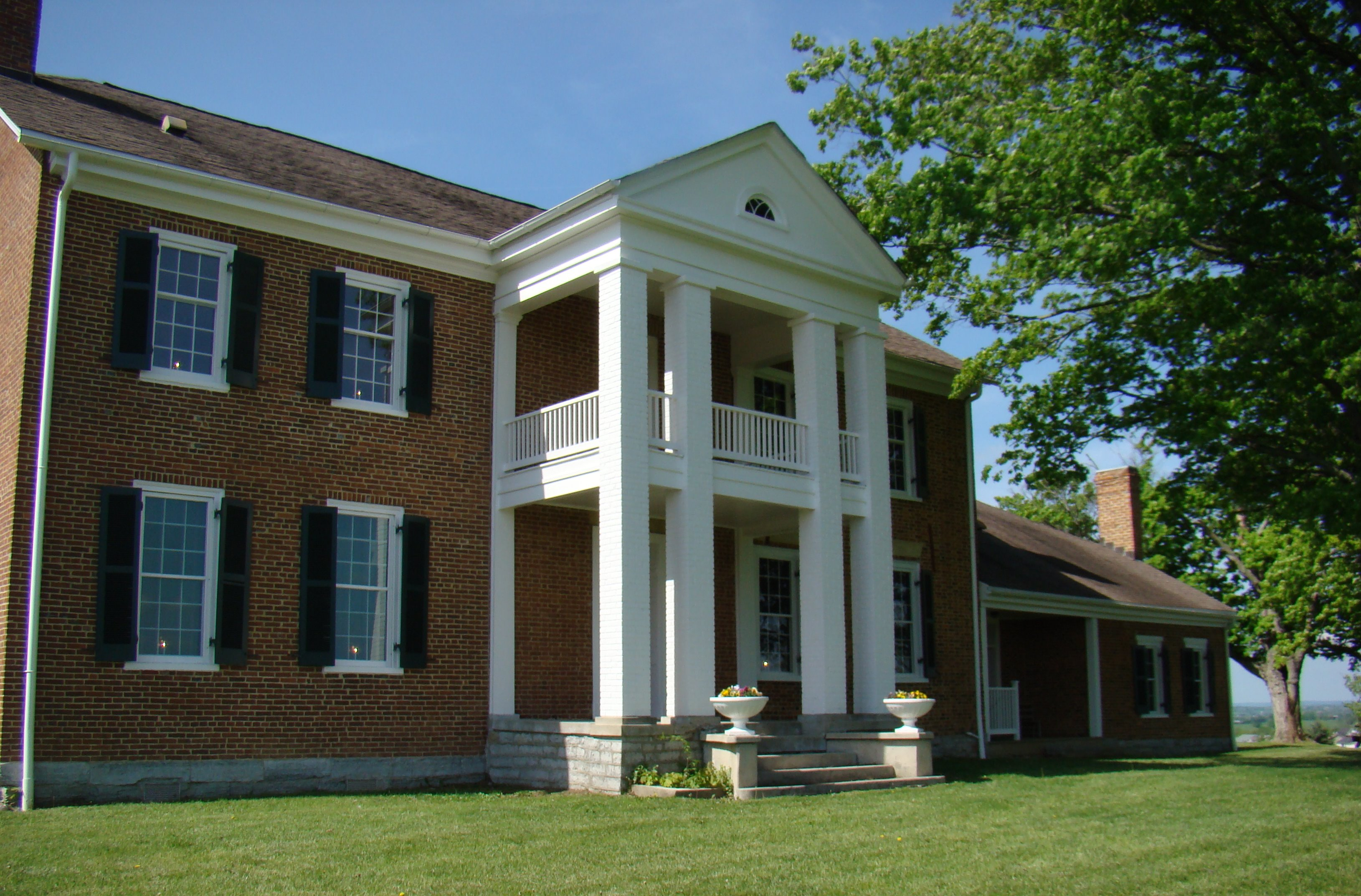
O Retiro Pleasant, que foi sua casa no início de sua carreira política, está listada no Registro Nacional de Lugares Históricos

Em 1845, o secretário de guerra William L. Marcy pediu ao Kentucky que enviasse tropas para reforçar a segurança do novo estado, o Texas. Owsley não acatou o pedido do governo federal. No entanto os trabalhadores dos correios abriram a carta que estava destinada ao presidente Zachary Taylor, espalhando a notícia de que o governo se recusou a enviar tropas. Apesar de sua oposição pessoal à guerra, Owsley enviou 13.700 voluntários, mais de cinco vezes o número solicitado pelo presidente.
Depois de sua posse, entrou em conflito com Benjamin Hardin, seu secretário de estado, que apoiou Owsley na eleição, pois achava que obteria mais influências nas suas nomeações. As tensões entre Hardin e Owsley pioraram quando Hardin tornou-se cada vez mais frustrado com sua falta de influência no cargo em que exercia. Em 1 de setembro de 1846, Owsley demitiu Hardin, alegando que ele não estava cumprindo suas funções, e também porque ele não morava mais em Frankfurt. Nomeando assim George B. Kinkead para substituir Hardin, o senado estadual não aprovou a substituição por 30 votos a 8. A Corte de Apelações confirmou esta decisão. Hardin, em seguida, renunciou, acusando Owsley de nepotismo.
Após seu mandato como governador, Owsley mudou-se para sua fazenda em Danville, no Kentucky, até a morte de sua esposa em 1858. Depois viveu com seus filhos, até a data de sua morte em 9 de dezembro de 1862. Ele está enterrado no Cemitério Bellview em Danville. O Condado de Owsley é chamado assim em sua homenagem. A sua casa localizada no Condado de Garrard, conhecida como Retiro Pleasant, está listada no Registro Nacional de Lugares Históricos.

## Fonte da tradução
- Este artigo foi inicialmente traduzido, total ou parcialmente, do artigo da Wikipédia em inglês cujo título é «William Owsley».